# Pombia Safari Park
Pombia Safari Park is een safaripark, dierentuin en pretpark in Pombia, Piëmont, Noord-Italië, dat door Angelo Lombardi in 1976 werd opgericht onder de oorspronkelijke naam Zoo Safari. Het park bestrijkt een gebied van 40 hectare.
Na de geleidelijke teloorgang van de oude dierentuin, in 1999 overgenomen door Orfeo Triberti, kreeg het park zijn huidige naam en onderging het in de daaropvolgende jaren herstel en uitgebreiding. In 2022 werd het park verkocht aan de familie De Rocchi.
Nu bestaat het park uit twee duidelijke gebieden: het pretpark met ongeveer dertig attracties 
en het safaripark met ook een paar aparte verblijven. Het Safaripark heeft ook een samenwerkingsovereenkomst getekend met de Faculteit Diergeneeskunde van de Universiteit van Turijn voor onderzoeksprojecten die betrekking hebben op pathologie en welzijn van boerderijdieren en het behoud van bedreigde diersoorten.

## Galerij

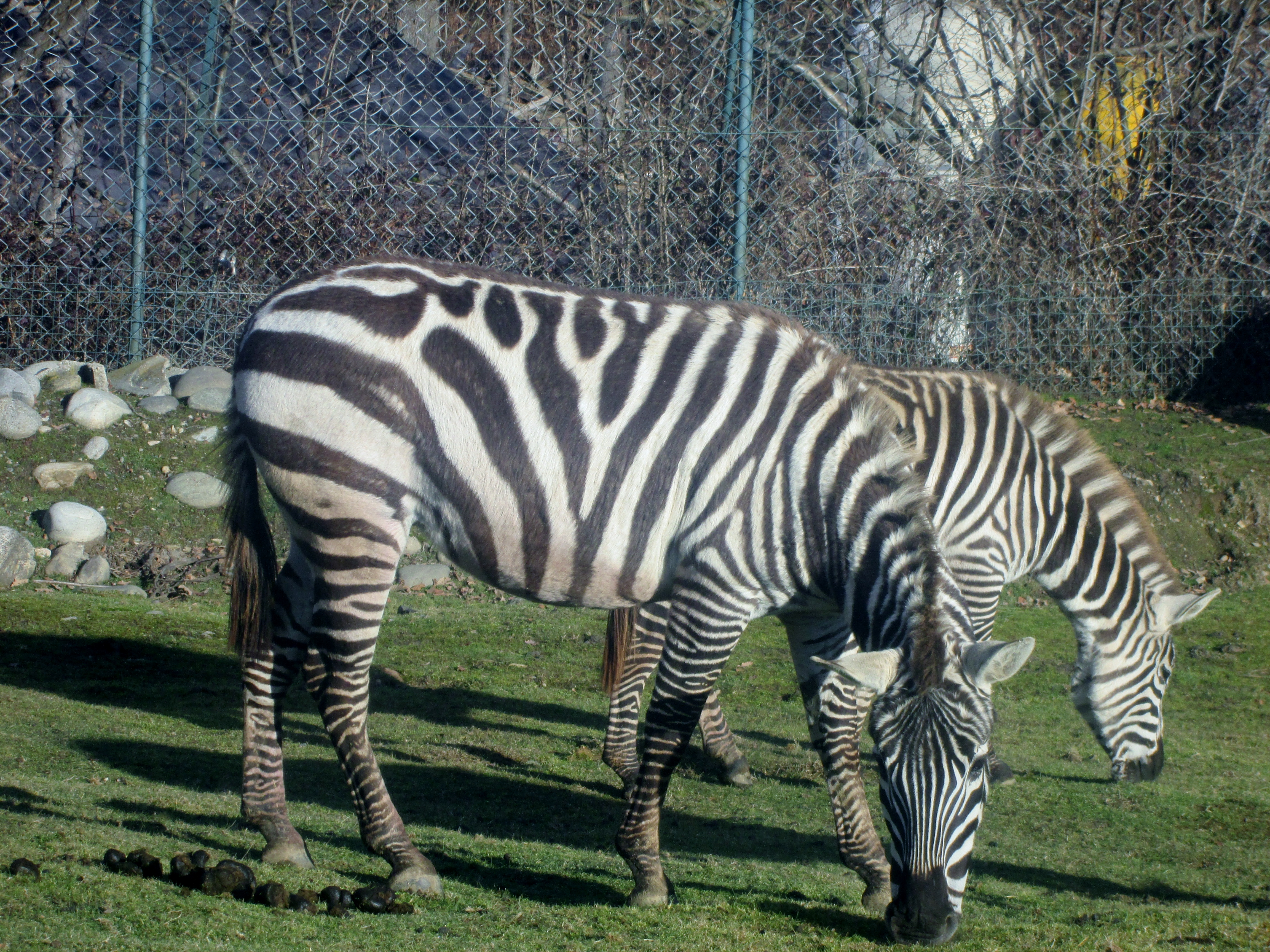
Zebra's
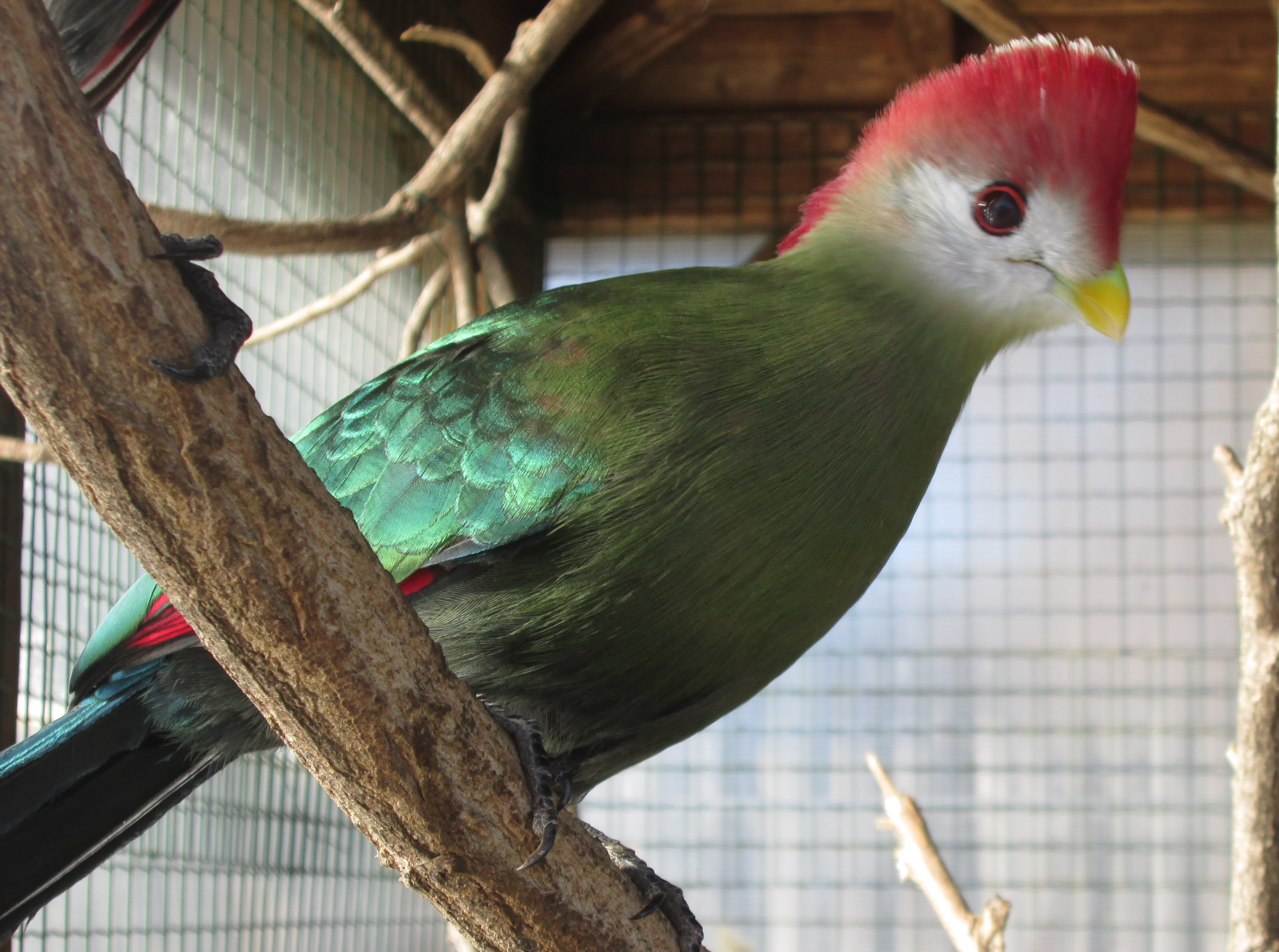
Roodkuiftoerako
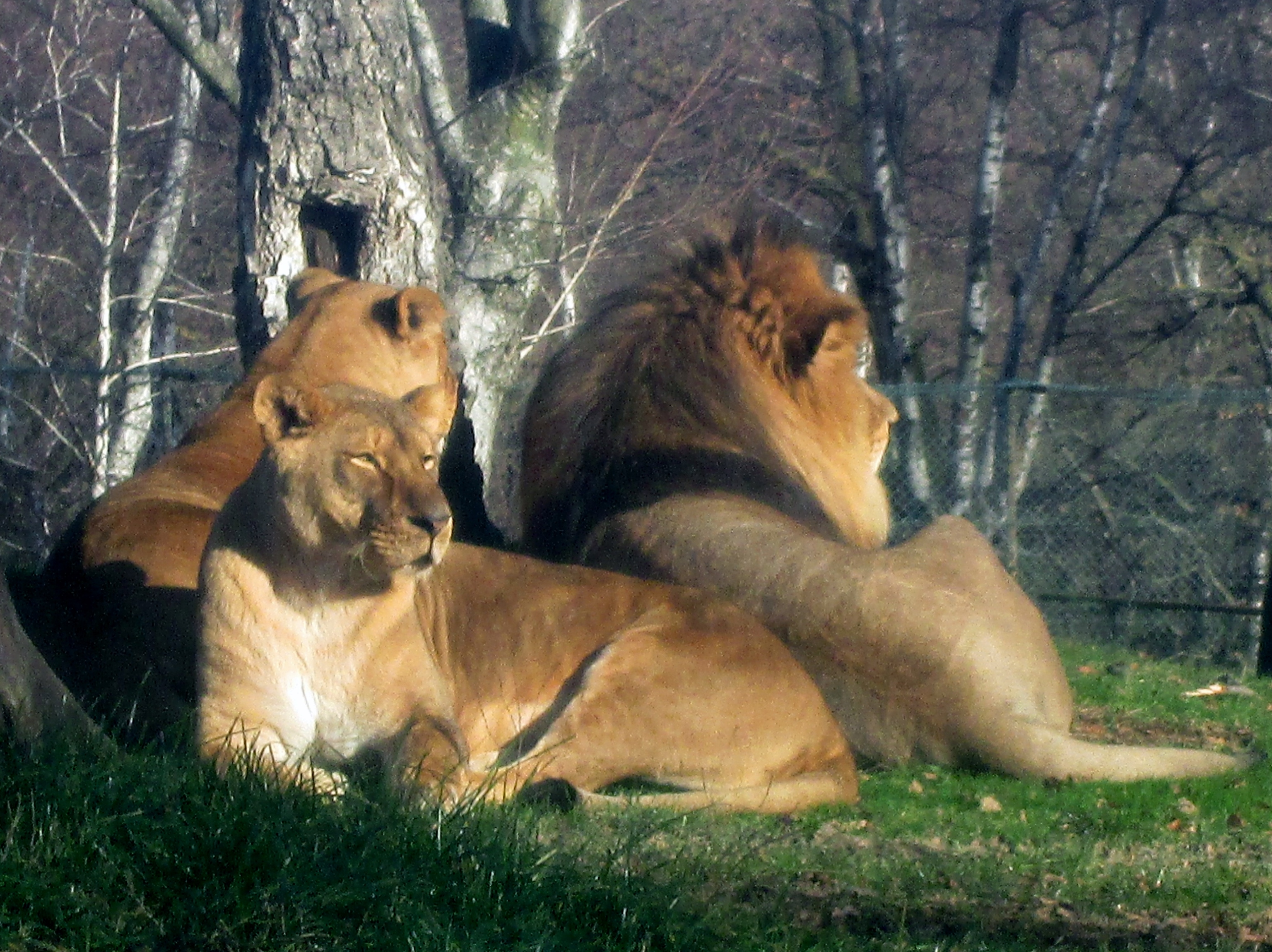
Leeuwen
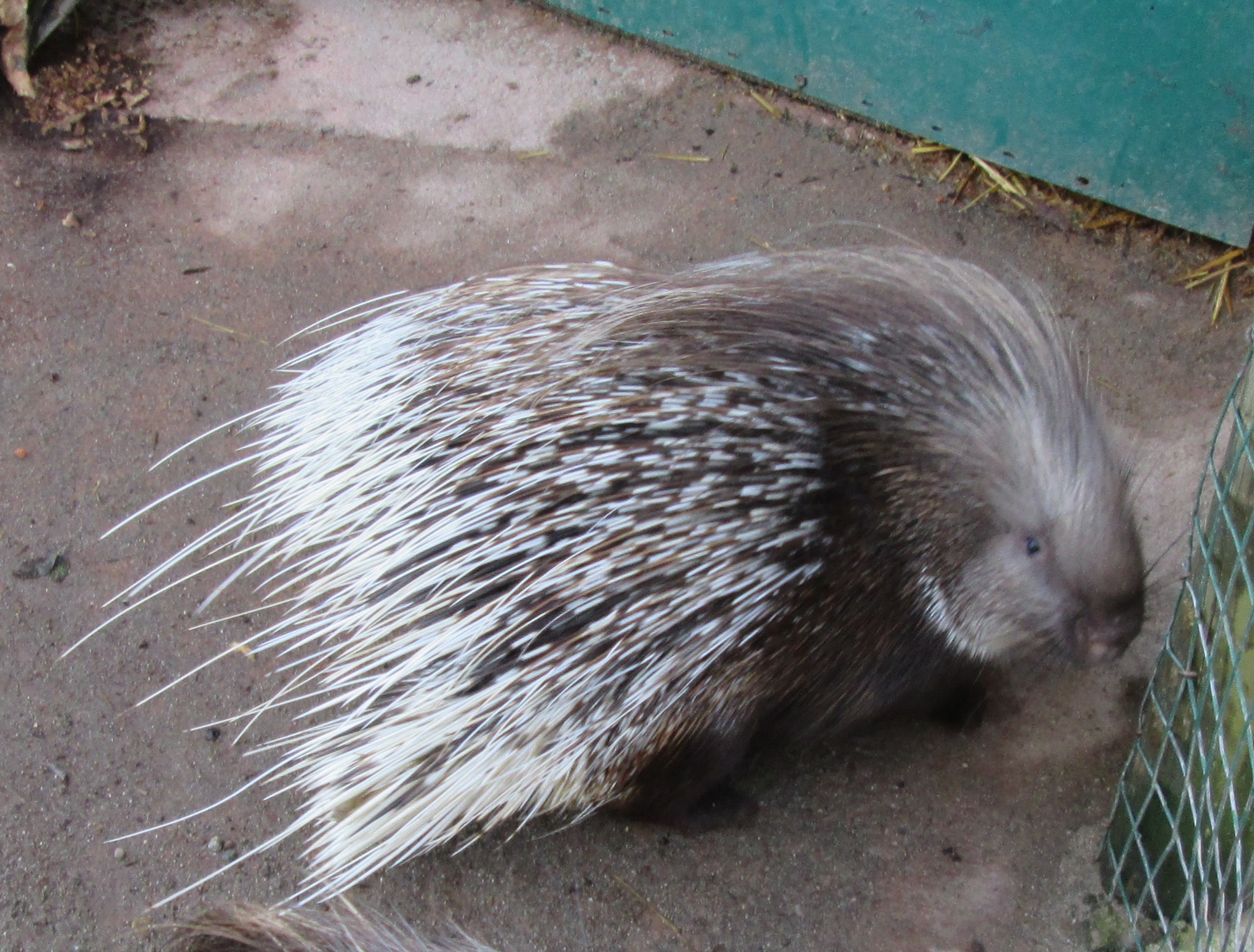
Gewoon stekelvarken